# EDGE
EDGE (EGPRS) (англ. Enhanced Data rates for GSM Evolution) — цифровая технология беспроводной передачи данных для мобильной связи, которая функционирует как надстройка над 2G и 2.5G (GPRS)-сетями (2,75G). Эта технология работает в TDMA- и GSM-сетях. Для поддержки EDGE в сети GSM требуются определённые модификации и усовершенствования.
EDGE в сети GSM был впервые представлен в 2003 году в Северной Америке. 
Скорость в 2005 году достигала 85 Кбит/с (GPRS) на абонента. На 2006 год она достигает максимум до 237 Кбит/с (EDGE) на абонента.

## Основные данные
В дополнение к GMSK (англ. Gaussian minimum-shift keying) EDGE использует модуляцию 8PSK (англ. 8 phase shift keying) для пяти из девяти кодовых схем (MCS). EDGE получает 3-битовое слово за каждое изменение фазы несущей. Это эффективно (в среднем в 3 раза, в сравнении с GPRS) увеличивает общую скорость, предоставляемую GSM. EDGE, как и GPRS, использует адаптивный алгоритм изменения подстройки модуляции и кодовой схемы (MCS) в соответствии с качеством радиоканала, что влияет, соответственно, на скорость и устойчивость передачи данных. Кроме того, EDGE представляет новую технологию, которой не было в GPRS — incremental redundancy (нарастающая избыточность) — в соответствии с которой вместо повторной отсылки повреждённых пакетов отсылается дополнительная избыточная информация, которая накапливается в программном обеспечении приёмника. Это увеличивает возможность правильного декодирования повреждённого пакета и уменьшает время приёма.
EDGE обеспечивает передачу данных со скоростью до 474 кбит/с (237 на одного абонента, 4 таймслота из 8) в режиме пакетной коммутации (8 тайм-слотов по 59,2 кбит на схеме кодирования MCS-9), соответствуя, таким образом, требованиям Международного союза электросвязи к сетям 3G. Данная технология была принята МСЭ как часть семейства IMT-2000 стандартов 3G. Она также расширяет технологию передачи данных с коммутацией каналов HSCSD, увеличивая пропускную способность этого сервиса.
Варианты  EDGE:
- ECSD — по каналу CSD
- EHSCSD — по каналу HSCSD
- EGPRS — по каналу GPRS

Несмотря на то, что EDGE не требует аппаратных изменений в NSS-части GSM-сети, модернизации должна быть подвергнута подсистема базовых станций (BSS) — необходимо установить трансиверы, поддерживающие EDGE (8PSK-модуляцию), и обновить их программное обеспечение. Также требуются и сами телефоны, обеспечивающие аппаратную и программную поддержку модуляции и кодовых схем, используемых в EDGE (первый сотовый телефон, поддерживающий EDGE (Nokia 6200), был выпущен в 2002 году).

### EGPRS модуляция и схемы кодирования (MCS)
| Схема кодирования (MCS) | Скорость (кбит/с/окно) | Модуляция |
| ----------------------- | ---------------------- | --------- |
| MCS-1                   | 8,4                    | GMSK      |
| MCS-2                   | 11,2                   | GMSK      |
| MCS-3                   | 14,8                   | GMSK      |
| MCS-4                   | 17,6                   | GMSK      |
| MCS-5                   | 22,4                   | 8-PSK     |
| MCS-6                   | 29,6                   | 8-PSK     |
| MCS-7                   | 44,8                   | 8-PSK     |
| MCS-8                   | 54,4                   | 8-PSK     |
| MCS-9                   | 59,2                   | 8-PSK     |

Статус принадлежности EDGE к сетям 2G или 3G зависит от конкретной реализации. В то время как EDGE-телефоны класса 3 и ниже не соответствуют 3G, телефоны класса 4 и выше теоретически  могут обеспечить более высокую пропускную способность, чем другие технологии, заявленные как 3G (например, 1xRTT).

## Распространённость EDGE
В 2004 году наиболее активно EDGE был поддержан GSM-операторами Северной Америки, более, чем где-либо в мире. Причиной этому послужил сильный соперник: CDMA2000. Большинство других GSM-операторов рассматривали в качестве следующего шага развития технологию UMTS, поэтому предпочли либо пропустить внедрение EDGE, либо использовать его там, где будет отсутствовать покрытие UMTS-сети. Однако высокая стоимость и объём работ по внедрению UMTS (как показала практика) заставили некоторых западноевропейских операторов пересмотреть свой взгляд на EDGE как на целесообразный.
В настоящее время в Российской Федерации EDGE поддерживается большинством базовых станций всех действующих операторов сотовой связи стандарта GSM. Первыми, к концу 2004 года, технологию начали внедрять операторы «большой тройки» (МТС, Билайн, МегаФон).